# Ingeburg Werlemann
Ingeburg Gertrud Werlemann (auch Ingeburg Gertrud Wagner oder Inge Wagner) (* 28. April 1919 in Berlin-Altglienicke; † 12. September 2010 in Olpe) war eine deutsche Sekretärin. Im Zweiten Weltkrieg war sie für den Leiter des Judenreferats des Reichssicherheitshauptamts Adolf Eichmann tätig und protokollierte zusammen mit ihm die Gesprächsergebnisse der Wannseekonferenz. Diese Konferenz am 20. Januar 1942 in Berlin bereitete die weitere Durchführung der sogenannten „Endlösung der Judenfrage“ vor, also die Ermordung der Juden Europas.

## Leben
Nach ihrer Ausbildung zur Sekretärin und Stenografin arbeitete sie für verschiedene staatliche Institutionen. Im September 1938 trat sie in die NSDAP ein. Ab Anfang März 1940 arbeitete sie im Reichssicherheitshauptamt für Eichmann. Im Juni 1944 heiratete sie Heinz Wagner, einen Offizier der Wehrmacht. Sie wurde 1945 bis 1948 in der Sowjetischen Besatzungszone interniert. Kurz nach ihrer Entlassung aus der Haft ließ sie sich von ihrem Mann scheiden. Ab April 1951 wohnte Werlemann in Bonn, wo sie kaufmännisch und als Fotografin tätig war. Später zog sie nach Garmisch-Partenkirchen. Bereits während der Internierung im sowjetischen Speziallager Nr. 7 lernte sie Käte Werth kennen und ging mit ihr eine Beziehung ein, die bis zu deren Tod andauerte. Nachdem der Bundestag im Jahr 2001 das Lebenspartnerschaftsgesetz beschlossen hatte, verpartnerte sie sich mit Käte Werth.

## Wannseekonferenz
Auf der Konferenz koordinierten hochrangige Vertreter der NSDAP, der SS und der staatlichen Verwaltung die Ermordung der europäischen Juden. Eichmann äußerte in seinem Prozess in Israel später, dass außer den hochrangigen Vertretern auch Werlemann zur Unterstützung der Protokollführung anwesend war. Aufgrund ihrer Notizen verfasste Eichmann später in Absprache mit Heydrich das Ergebnisprotokoll, welches an die Konferenzteilnehmer verschickt wurde. Nur das Exemplar von Martin Luther (Unterstaatssekretär im Auswärtigen Amt) ist erhalten geblieben und gilt heute als wichtige Quelle für den Holocaust. Unter anderem aus einer Zeugenaussage von Werlemann im Jahr 1962 lässt sich schließen, dass sie bei der Konferenz mitgeschrieben hat.
Sie wurde weder angeklagt noch verurteilt. Laut dem Historiker Marcus Gryglewski ist Werlemann ein Beispiel dafür, wie sich die deutsche Nachkriegsgesellschaft kaum für die juristische und sonstige Aufarbeitung der NS-Verbrechen interessiert hat. Außerdem habe ein Bewusstsein für weibliche Täterschaft und Schreibtischtäterschaft gefehlt. Eine spätere Entscheidung des Bundesgerichtshofes belege, dass durch solche Beteiligungen die Tötungsmaschinerie unterstützt wurde, so dass Schreibtischtäter auch im strafrechtlichen Sinne verantwortlich sind.

## Darstellung in den Medien
Es gibt zwei deutsche TV-Produktionen über die Konferenz. Es handelt sich um fiktionalisierte Dokudramen auf der Basis des Protokolls. Im Fernsehfilm von 1984 spielt Anita Mally die "Sekretärin", die unter dieser Bezeichnung auch in der Besetzungsliste erscheint. Heydrich macht dieser Sekretärin Komplimente und lädt sie ein, zu ihm nach Prag zu wechseln. Im Fernsehfilm von 2022 heißt die Sekretärin laut Besetzungsliste ausdrücklich "Ingeburg Werlemann". Gespielt wird sie von Lilli Fichtner.
Ferner gibt es einen britisch-amerikanischen Film aus dem Jahr 2001, Conspiracy. Darin sieht man einen männlichen Stenographen, gespielt von Simon Markey. Alex J.Kay hat diese Entscheidung im Jahr 2019 verteidigt: Eichmann habe bei seiner Verhandlung ausdrücklich von einem männlichen Stenographen gesprochen.
Christian Mentel hingegen meint, dass Werlemann die Person war, die Notizen gemacht hat. Auf der Website der heutigen Gedenkstätte am Wannsee erwähnt Wolfgang Benz kurz eine[r] unbekannte[n] Sekretärin, die Eichmann mit den Notizen geholfen habe.

## Belege
1. ↑  Marcus Gryglewski: NS-Täterin auf der Wannseekonferenz: Eichmanns Sekretärin. In: Die Tageszeitung: taz. 17. Januar 2020, ISSN 0931-9085 (taz.de [abgerufen am 28. Januar 2022]).
2. 1 2  Traueranzeigen von Inge Wagner | trauer.merkur.de. Abgerufen am 28. Januar 2022 (deutsch).
3. 1 2  Marcus Gryglewski: Eichmanns Sekretärin. In: taz. 17. Januar 2020, abgerufen am 27. Oktober 2024.
4. ↑  Alex J. Kay: Speaking the unspeakable: the portrayal of the Wannsee Conference in the film Conspiracy. In: Holocaust Studies. Band 27, Nr. 2, 2019, S. 187–200, hier S. 188, doi:10.1080/17504902.2019.1637492.
5. ↑  Christian Mentel: Das Protokoll der Wannsee-Konferenz. Überlieferung, Veröffentlichung und revisionistische Infragestellung. In: Norbert Kampe, Peter Klein (Hrsg.): Die Wannsee-Konferenz am 20. Januar 1942. Dokumente, Forschungsstand, Kontroversen. Köln / Böhlau 2013, ISBN 3-86331-301-1, S. 116–138, hier S. 119.
6. ↑  Wolfgang Benz: Die Wannseekonferenz – Vor 65 Jahren. In: Tribüne. Band 45, Nr. 4, 2006, ISSN 0041-2716, S. 164–170, hier S. 164 (ghwk.de [PDF]).

| Personendaten    | Personendaten                                                                                      |
| ---------------- | -------------------------------------------------------------------------------------------------- |
| NAME             | Werlemann, Ingeburg                                                                                |
| ALTERNATIVNAMEN  | Werlemann, Ingeburg Gertrud (vollständiger Name); Wagner, Ingeburg Gertrud (Ehename); Wagner, Inge |
| KURZBESCHREIBUNG | deutsche Sekretärin und Fotografin                                                                 |
| GEBURTSDATUM     | 28. April 1919                                                                                     |
| GEBURTSORT       | Berlin-Altglienicke                                                                                |
| STERBEDATUM      | 12. September 2010                                                                                 |
| STERBEORT        | Olpe                                                                                               |